# 藤澤亨明
藤澤 亨明（ふじさわ こうめい、1989年11月11日 - ）は、長野県上田市出身の元プロ野球選手（捕手）。右投左打。

## 経歴

### プロ入り前
上田西高時代は外野手であり、3年生夏の長野大会ベスト4。
松本大学に進学し、捕手に転向。1年春から正捕手。4年生の秋に関甲新学生野球連盟の2部リーグで優勝し、チーム史上初の1部昇格に貢献した。
2011年10月27日、プロ野球ドラフト会議で埼玉西武ライオンズから育成1位指名を受け入団。松本大学から初のドラフト指名となった。また、埼玉西武ライオンズは2011年まで育成制度を利用していなかったため、西武初の育成ドラフト指名選手となった。

### プロ入り後
2012年シーズンはイースタン・リーグに6試合出場し、2打数1安打、打率.500の成績であった。
2013年7月25日に支配下登録され、背番号は122から73に変更された。西武では初めての「育成ドラフト→支配下契約」された選手になった（「育成契約→支配下契約」なら、中田祥多が存在する）。
シーズンオフに背番号が78に変更され、それまで付けていた73は2014年シーズンから監督に就任する伊原春樹が付けた。また、岩尾利弘、田中靖洋、相内誠と共にオーストラリアン・ベースボールリーグのメルボルン・エイシズに派遣され、ウインターリーグに参加した。
2014年は二軍での出場のみ。1試合だけ外野の守備に就いた。シーズンオフに福倉健太郎、佐藤勇、宮田和希、相内誠と共に2年連続でオーストラリアン・ベースボールリーグのメルボルン・エイシズに派遣され、ウインターリーグに参加した。
2015年以降も一軍公式戦出場はなく、2018年10月26日に球団から戦力外通告を受けた。
2019年1月8日、四国アイランドリーグplusの愛媛マンダリンパイレーツに入団することが発表された。2019年の打撃成績は、57試合に出場して打率.163、打点8、守備は盗塁刺35で阻止率.350だった。シーズン終了後の11月10日、2019年シーズン限りでの退団（自由契約）が発表された。11月12日の12球団合同トライアウトに参加し、5打席を2四球2三振と内野ゴロという内容だった。12月4日、埼玉西武ライオンズのブルペン捕手に就任すると発表された。

## 選手としての特徴
しっかりと下半身を使ったスローイングで、遠投110メートルの強肩が武器だが、インサイドワークやフィールディングなどは鍛え直す必要があるとされている。

## 詳細情報

### 年度別打撃成績
- 一軍公式戦出場なし

### 背番号
- 122 （2012年 - 2013年7月24日）
- 73 （2013年7月25日 - 同年終了）
- 78 （2014年 - 2018年）
- 37 （2019年）
- 102 （2020年 - ）